# Kirchen
Kirchen là một thị xã ở huyện Altenkirchen in the về phía bắc của Rheinland-Pfalz, Đức. 39,59  km², 31 tháng 12 năm 2006 là 9063 người. Đô thị này nằm bên sông Sieg, cự ly khoảng 12 km về phía tây nam của Siegen. Ở đây có lâu đài Freusburg.
Kirchen là thủ phủ của Verbandsgemeinde (đô thị tập thể) Kirchen.

## Lien ket ngoai
- Verbandsgemeinde Kirchen/Sieg